# Эшлин Рэй
Эшлин Рэй (англ. Ashlyn Rae, род. 31 августа 1990, Прескотт, Аризона) — американская порноактриса
.

## Ранняя жизнь
Эшли Стидэм родилась 31 августа 1990 года в городке Прескотт, штат Аризона, в семье шотландского, ирландского, немецкого и мексиканского происхождения. В старших классах она была чирлидером.

## Карьера
Ashlyn Rae пришла в порноиндустрию в 2009 году, в возрасте 19 лет. С момента начала карьеры, она начала работать с такими компаниями, как Sin City, Hustler, Adam & Eve, Lethal Hardcore, Evil Angel, Girlfriends Films, Bang Bros, Brazzers и Reality Kings. Также в 2010—2011 годах снималась для журнала Penthouse.
В 2016 году объявила о завершение карьеры порноактрисы.

## Награды и номинации
| Год  | Награда    | Результат | Категория                          | Фильм                             |
| ---- | ---------- | --------- | ---------------------------------- | --------------------------------- |
| 2011 | AVN Awards | Номинация | Лучшая новая актриса               |                                   |
| 2011 | AVN Awards | Номинация | Лучшая сцена лесбийского триолизма | Pin-Up Girls 4                    |
| 2011 | AVN Awards | Номинация | Лучшая сцена лесбийского триолизма | Pin-Up Girls 5                    |
| 2011 | AVN Awards | Номинация | Лучшая сцена лесбийского триолизма | This Ain’t I Dream of Jeannie XXX |